# Brussels Open 2013 - Qualificazioni singolare
Le qualificazioni del singolare  del Brussels Open 2013 sono state un torneo di tennis preliminare per accedere alla fase finale della manifestazione. I vincitori dell'ultimo turno sono entrati di diritto nel tabellone principale. In caso di ritiro di uno o più giocatori aventi diritto a questi sono subentrati i lucky loser, ossia i giocatori che hanno perso nell'ultimo turno ma che avevano una classifica più alta rispetto agli altri partecipanti che avevano comunque perso nel turno finale.

## Giocatrici

### Teste di serie
1. Mallory Burdette (Qualificata)
2. Mirjana Lučić-Baroni (primo turno)
3. Melanie Oudin (Qualificata)
4. Coco Vandeweghe (ultimo turno)

1. Kristýna Plíšková (secondo turno)
2. Maria João Koehler (ultimo turno)
3. Julija Putinceva (Qualificata)
4. Alexa Glatch (primo turno)

### Qualificate
1. Mallory Burdette
2. Zhang Shuai

1. Melanie Oudin
2. Julija Putinceva

## Tabellone qualificazioni

### 1ª sezione
|  | Primo turno        | Primo turno        | Primo turno        | Primo turno | Primo turno |  |  | Secondo turno | Secondo turno      | Secondo turno      | Secondo turno      | Secondo turno |   |   | Ultimo turno | Ultimo turno     | Ultimo turno | Ultimo turno | Ultimo turno |  |
|  |                    |                    |                    |             |             |  |  |               |                    |                    |                    |               |   |   |              |                  |              |              |              |  |
|  | 1                  | Mallory Burdette   | Mallory Burdette   | 7           | 6           |  |  |               |                    |                    |                    |               |   |   |              |                  |              |              |              |  |
|  | WC                 | Elyne Boeykens     | Elyne Boeykens     | 5           | 4           |  |  | 1             | Mallory Burdette   | Mallory Burdette   | 6                  | 7             |   |   |              |                  |              |              |              |  |
|  |                    | Dia Evtimova       | Dia Evtimova       | 2           | 2           |  |  | WC            | Taylor Townsend    | Taylor Townsend    | 4                  | 62            |   |   |              |                  |              |              |              |  |
|  | WC                 | Taylor Townsend    | Taylor Townsend    | 6           | 6           |  |  |               |                    |                    |                    |               |   |   | 1            | Mallory Burdette | 4            | 6            | 6            |  |
|  | Jill Craybas       | Jill Craybas       | Jill Craybas       | 2           | 4           |  |  |               |                    | 6                  | Maria João Koehler | 6             | 3 | 0 |              |                  |              |              |              |  |
|  | Oksana Kalašnikova | Oksana Kalašnikova | Oksana Kalašnikova | 6           | 6           |  |  |               | Oksana Kalašnikova | Oksana Kalašnikova | 1                  | 3             |   |   |              |                  |              |              |              |  |
|  |                    | Lesley Kerkhove    | 4                  | 6           | 3           |  |  | 6             | Maria João Koehler | Maria João Koehler | 6                  | 6             |   |   |              |                  |              |              |              |  |
|  | 6                  | Maria João Koehler | 6                  | 2           | 6           |  |  |               |                    |                    |                    |               |   |   |              |                  |              |              |              |  |

### 2ª sezione
|  | Primo turno     | Primo turno          | Primo turno          | Primo turno | Primo turno |  |  | Secondo turno   | Secondo turno     | Secondo turno     | Secondo turno | Secondo turno |    |   | Ultimo turno | Ultimo turno | Ultimo turno | Ultimo turno | Ultimo turno |  |
|  |                 |                      |                      |             |             |  |  |                 |                   |                   |               |               |    |   |              |              |              |              |              |  |
|  | 2               | Mirjana Lučić-Baroni | Mirjana Lučić-Baroni | 5           | 3           |  |  |                 |                   |                   |               |               |    |   |              |              |              |              |              |  |
|  |                 | Nadežda Kičenok      | Nadežda Kičenok      | 7           | 6           |  |  | Nadežda Kičenok | Nadežda Kičenok   | 3                 | 6             | 1             |    |   |              |              |              |              |              |  |
|  | Zhang Shuai     | Zhang Shuai          | Zhang Shuai          | 6           | 7           |  |  | Zhang Shuai     | Zhang Shuai       | 6                 | 3             | 6             |    |   |              |              |              |              |              |  |
|  | Melinda Czink   | Melinda Czink        | Melinda Czink        | 4           | 5           |  |  |                 |                   |                   |               |               |    |   | Zhang Shuai  | Zhang Shuai  | Zhang Shuai  | 7            | 6            |  |
|  | Shahar Peer     | Shahar Peer          | Shahar Peer          | 6           | 7           |  |  |                 |                   | Shahar Peer       | Shahar Peer   | Shahar Peer   | 65 | 2 |              |              |              |              |              |  |
|  | Kristína Kučová | Kristína Kučová      | Kristína Kučová      | 4           | 5           |  |  |                 | Shahar Peer       | Shahar Peer       | 6             | 6             |    |   |              |              |              |              |              |  |
|  |                 | Gréta Arn            | Gréta Arn            | 3           | 4           |  |  | 5               | Kristýna Plíšková | Kristýna Plíšková | 0             | 2             |    |   |              |              |              |              |              |  |
|  | 5               | Kristýna Plíšková    | Kristýna Plíšková    | 6           | 6           |  |  |                 |                   |                   |               |               |    |   |              |              |              |              |              |  |

### 3ª sezione
|  | Primo turno | Primo turno                | Primo turno                | Primo turno | Primo turno |  |  | Secondo turno        | Secondo turno        | Secondo turno        | Secondo turno        | Secondo turno        |   |      | Ultimo turno | Ultimo turno  | Ultimo turno  | Ultimo turno | Ultimo turno |  |
|  |             |                            |                            |             |             |  |  |                      |                      |                      |                      |                      |   |      |              |               |               |              |              |  |
|  | 3           | Melanie Oudin              | Melanie Oudin              | 6           | 6           |  |  |                      |                      |                      |                      |                      |   |      |              |               |               |              |              |  |
|  |             | Irina Chromačëva           | Irina Chromačëva           | 1           | 0           |  |  | 3                    | Melanie Oudin        | Melanie Oudin        | 6                    | 6                    |   |      |              |               |               |              |              |  |
|  |             | Jennifer Elie              | Jennifer Elie              | 6           | 6           |  |  |                      | Jennifer Elie        | Jennifer Elie        | 2                    | 1                    |   |      |              |               |               |              |              |  |
|  | WC          | Valentini Grammatikopoulou | Valentini Grammatikopoulou | 4           | 1           |  |  |                      |                      |                      |                      |                      |   |      | 3            | Melanie Oudin | Melanie Oudin | 6            | 7            |  |
|  |             | Gabriela Dabrowski         | Gabriela Dabrowski         | 6           | 6           |  |  |                      |                      |                      | Aljaksandra Sasnovič | Aljaksandra Sasnovič | 2 | 6(1) |              |               |               |              |              |  |
|  | WC          | Ysaline Bonaventure        | Ysaline Bonaventure        | 2           | 3           |  |  | Gabriela Dabrowski   | Gabriela Dabrowski   | Gabriela Dabrowski   | 3                    | 4                    |   |      |              |               |               |              |              |  |
|  |             | Aljaksandra Sasnovič       | 5                          | 6           | 6           |  |  | Aljaksandra Sasnovič | Aljaksandra Sasnovič | Aljaksandra Sasnovič | 6                    | 6                    |   |      |              |               |               |              |              |  |
|  | 8           | Alexa Glatch               | 7                          | 4           | 3           |  |  |                      |                      |                      |                      |                      |   |      |              |               |               |              |              |  |

### 4ª sezione
|  | Primo turno               | Primo turno               | Primo turno               | Primo turno | Primo turno |  |  | Secondo turno | Secondo turno             | Secondo turno             | Secondo turno    | Secondo turno |   |   | Ultimo turno | Ultimo turno    | Ultimo turno | Ultimo turno | Ultimo turno |  |
|  |                           |                           |                           |             |             |  |  |               |                           |                           |                  |               |   |   |              |                 |              |              |              |  |
|  | 4                         | Coco Vandeweghe           | Coco Vandeweghe           | 6           | 6           |  |  |               |                           |                           |                  |               |   |   |              |                 |              |              |              |  |
|  |                           | Ljudmyla Kičenok          | Ljudmyla Kičenok          | 3           | 2           |  |  | 4             | Coco Vandeweghe           | Coco Vandeweghe           | 7                | 7             |   |   |              |                 |              |              |              |  |
|  | Olivia Rogowska           | Olivia Rogowska           | Olivia Rogowska           | 6           | 6           |  |  |               | Olivia Rogowska           | Olivia Rogowska           | 62               | 5             |   |   |              |                 |              |              |              |  |
|  | Valerija Solov'ëva        | Valerija Solov'ëva        | Valerija Solov'ëva        | 3           | 1           |  |  |               |                           |                           |                  |               |   |   | 4            | Coco Vandeweghe | 6            | 1            | 1            |  |
|  | Michelle Larcher de Brito | Michelle Larcher de Brito | Michelle Larcher de Brito | 6           | 6           |  |  |               |                           | 7                         | Julija Putinceva | 4             | 6 | 6 |              |                 |              |              |              |  |
|  | Alicja Rosolska           | Alicja Rosolska           | Alicja Rosolska           | 3           | 2           |  |  |               | Michelle Larcher de Brito | Michelle Larcher de Brito | 4                | 1             |   |   |              |                 |              |              |              |  |
|  |                           | Shūko Aoyama              | Shūko Aoyama              | 1           | 0           |  |  | 7             | Julija Putinceva          | Julija Putinceva          | 6                | 6             |   |   |              |                 |              |              |              |  |
|  | 7                         | Julija Putinceva          | Julija Putinceva          | 6           | 6           |  |  |               |                           |                           |                  |               |   |   |              |                 |              |              |              |  |